# Temporada 1985-86 de los Washington Bullets
La temporada 1985-86 fue la decimotercera de los Bullets dentro del área metropolitana de Washington D. C. y la vigésimo quinta en sus diferentes localizaciones. La temporada regular acabó con 39 victorias y 43 derrotas, ocupando el sexto puesto de la Conferencia Este, clasificándose para los playoffs, en los que cayó en primera ronda ante Philadelphia 76ers.

## Elecciones en elDraft
| Ronda | Puesto | Jugador     | Posición | Nacionalidad   | Universidad |
| ----- | ------ | ----------- | -------- | -------------- | ----------- |
| 1     | 12     | Kenny Green | Alero    | Estados Unidos | Wake Forest |
| 2     | 31     | Manute Bol  | Pívot    | Sudán          | Bridgeport* |

## Temporada regular
| División Atlántico   | División Atlántico | División Atlántico | División Atlántico | División Atlántico | División Atlántico | División Atlántico | División Atlántico | División Atlántico |
| Equipo               | G                  | P                  | %                  | PD                 | Casa               | Fuera              | Div                |                    |
| -------------------- | ------------------ | ------------------ | ------------------ | ------------------ | ------------------ | ------------------ | ------------------ | ------------------ |
| y-Boston Celtics     | 67                 | 15                 | .817               | –                  | 40–1               | 27–14              | 18–6               |                    |
| x-Philadelphia 76ers | 54                 | 28                 | .659               | 13                 | 31–10              | 23–18              | 15–9               |                    |
| x-Washington Bullets | 39                 | 43                 | .476               | 28                 | 26–15              | 13–28              | 11–13              |                    |
| x-New Jersey Nets    | 39                 | 43                 | .476               | 28                 | 26–15              | 13–28              | 11–13              |                    |
| New York Knicks      | 23                 | 59                 | .280               | 44                 | 15–26              | 8–33               | 5–19               |                    |

## Playoffs

### Primera ronda
Philadelphia 76ers vs. Washington Bullets 
| Fecha       | Partido                                        | Ciudad     |
| ----------- | ---------------------------------------------- | ---------- |
| 18 de abril | Philadelphia 76ers 94, Washington Bullets 95   | Filadelfia |
| 20 de abril | Philadelphia 76ers 102, Washington Bullets 97  | Filadelfia |
| 22 de abril | Washington Bullets 86, Philadelphia 76ers 91   | Landover   |
| 24 de abril | Washington Bullets 116, Philadelphia 76ers 111 | Landover   |
| 27 de abril | Philadelphia 76ers 134, Washington Bullets 109 | Filadelfia |
|             | Philadelphia 76ers gana las series 3-2         |            |

## Estadísticas
| Rk | Jugador          | Edad | P  | PT | MP   | TC  | TCI  | %TC  | T3  | T3I | %T3  | TL  | TLI | %TL   | RO  | RD  | RT   | AS  | RB  | TAP | BP  | FP  | PTS  |
| -- | ---------------- | ---- | -- | -- | ---- | --- | ---- | ---- | --- | --- | ---- | --- | --- | ----- | --- | --- | ---- | --- | --- | --- | --- | --- | ---- |
| 1  | Jeff Malone      | 24   | 80 | 80 | 37.4 | 9.2 | 19.0 | .483 | 0.0 | 0.2 | .176 | 4.0 | 4.6 | .868  | 0.8 | 2.8 | 3.6  | 2.4 | 0.9 | 0.2 | 2.1 | 2.3 | 22.4 |
| 2  | Jeff Ruland      | 27   | 30 | 24 | 37.1 | 7.1 | 12.8 | .554 | 0.0 | 0.1 | .000 | 4.8 | 6.7 | .725  | 3.6 | 7.1 | 10.7 | 5.3 | 0.8 | 0.8 | 4.0 | 3.3 | 19.0 |
| 3  | Cliff Robinson   | 25   | 78 | 78 | 32.9 | 7.6 | 16.1 | .474 | 0.0 | 0.1 | .250 | 3.4 | 4.5 | .762  | 2.3 | 6.4 | 8.7  | 2.4 | 1.3 | 0.6 | 2.6 | 2.8 | 18.7 |
| 4  | Gus Williams     | 32   | 77 | 67 | 29.7 | 5.6 | 13.2 | .428 | 0.4 | 1.5 | .259 | 1.8 | 2.4 | .734  | 0.7 | 1.5 | 2.2  | 5.9 | 1.2 | 0.2 | 2.1 | 1.5 | 13.5 |
| 5  | Dan Roundfield   | 32   | 79 | 21 | 29.4 | 4.1 | 8.4  | .488 | 0.0 | 0.1 | .000 | 3.5 | 4.6 | .754  | 2.7 | 5.5 | 8.1  | 2.1 | 0.5 | 0.6 | 2.4 | 2.5 | 11.6 |
| 6  | Frank Johnson    | 27   | 14 | 9  | 28.7 | 4.9 | 11.0 | .448 | 0.0 | 0.2 | .000 | 2.7 | 3.9 | .704  | 0.5 | 1.5 | 2.0  | 5.4 | 0.8 | 0.1 | 2.1 | 2.1 | 12.6 |
| 7  | Manute Bol       | 23   | 80 | 60 | 26.1 | 1.6 | 3.5  | .460 | 0.0 | 0.0 | .000 | 0.5 | 1.1 | .488  | 1.5 | 4.4 | 6.0  | 0.3 | 0.4 | 5.0 | 0.8 | 3.2 | 3.7  |
| 8  | Charles Jones    | 28   | 81 | 58 | 19.9 | 1.6 | 3.1  | .508 | 0.0 | 0.0 | .000 | 0.7 | 1.1 | .628  | 1.5 | 2.5 | 4.0  | 0.9 | 0.7 | 1.6 | 0.9 | 2.9 | 3.9  |
| 9  | Leon Wood        | 23   | 39 | 0  | 19.1 | 3.3 | 8.5  | .385 | 0.7 | 2.2 | .329 | 2.5 | 3.1 | .793  | 0.4 | 1.2 | 1.6  | 2.7 | 0.5 | 0.0 | 1.7 | 1.2 | 9.7  |
| 10 | Darren Daye      | 25   | 64 | 4  | 16.8 | 3.1 | 6.2  | .496 | 0.0 | 0.0 | .333 | 2.5 | 3.7 | .671  | 1.1 | 1.8 | 2.9  | 1.7 | 0.7 | 0.2 | 1.5 | 1.9 | 8.7  |
| 11 | Tom McMillen     | 33   | 56 | 1  | 15.4 | 2.3 | 5.1  | .460 | 0.0 | 0.1 | .000 | 1.1 | 1.4 | .810  | 0.8 | 1.2 | 2.0  | 0.6 | 0.2 | 0.2 | 0.6 | 1.5 | 5.8  |
| 12 | Kevin McKenna    | 27   | 30 | 1  | 14.3 | 2.0 | 5.5  | .367 | 0.9 | 2.5 | .360 | 0.8 | 1.0 | .833  | 0.3 | 0.9 | 1.2  | 0.8 | 1.0 | 0.1 | 0.6 | 1.8 | 5.8  |
| 13 | Perry Moss       | 27   | 12 | 0  | 13.3 | 1.8 | 4.4  | .396 | 0.2 | 0.6 | .286 | 0.9 | 1.3 | .733  | 0.8 | 1.3 | 2.1  | 1.6 | 0.5 | 0.3 | 1.5 | 2.2 | 4.6  |
| 14 | Freeman Williams | 29   | 9  | 0  | 12.2 | 2.8 | 7.4  | .373 | 0.8 | 1.6 | .500 | 1.3 | 1.9 | .706  | 0.4 | 0.9 | 1.3  | 0.8 | 0.8 | 0.1 | 1.4 | 1.1 | 7.7  |
| 15 | Dudley Bradley   | 28   | 70 | 7  | 12.0 | 1.0 | 3.0  | .349 | 0.2 | 1.0 | .250 | 0.5 | 0.8 | .571  | 0.3 | 1.0 | 1.4  | 1.5 | 1.2 | 0.0 | 0.6 | 1.4 | 2.8  |
| 16 | Kenny Green      | 21   | 20 | 0  | 11.1 | 2.2 | 5.1  | .436 | 0.0 | 0.1 | .000 | 1.1 | 1.3 | .808  | 0.9 | 1.1 | 1.9  | 0.2 | 0.2 | 0.4 | 0.9 | 1.3 | 5.5  |
| 17 | Ennis Whatley    | 23   | 4  | 0  | 6.8  | 1.3 | 3.5  | .357 | 0.0 | 0.0 |      | 0.3 | 0.8 | .333  | 0.5 | 1.3 | 1.8  | 1.8 | 0.0 | 0.3 | 0.0 | 0.3 | 2.8  |
| 18 | George Johnson   | 29   | 2  | 0  | 3.5  | 0.5 | 1.5  | .333 | 0.0 | 0.0 |      | 1.0 | 1.0 | 1.000 | 0.5 | 0.5 | 1.0  | 0.0 | 0.0 | 0.0 | 0.5 | 0.5 | 2.0  |
| 19 | Claude Gregory   | 27   | 2  | 0  | 1.0  | 0.5 | 1.0  | .500 | 0.0 | 0.0 |      | 0.0 | 0.0 |       | 1.0 | 0.0 | 1.0  | 0.0 | 0.5 | 0.0 | 1.0 | 0.5 | 1.0  |

## Galardones y récords
| Jugador     | Galardón                               |
| Manute Bol  | 2.º Mejor quinteto defensivo de la NBA |
| Jeff Malone | All-Star                               |